# Valentinijan I.
Valentinijan I. (Flavius Valentinianus;  321. u Cibalae (Vinkovci), Panonija - 17. studenog 375. u Brigeciju kod Komorana ( Mađarska) od 364. do 375. car na Zapadu Rimskog Carstva. Njegov je brat, Valens (Flavius Valens;  9. kolovoza 378. – 378. u bitci kod Hadrijanopola), rođen u Cibalaei te je također bio Rimski car. Valentinijan svoga brata za suvladara (Cara Istočnog Rimskog Carstva) proglašava 364., gdje je vladao do svoje smrti.

### Ostali projekti
|  | Zajednički poslužitelj ima stranicu o temi Valentinijan I. |